# 王维舟
王维舟（1887年6月10日—1970年1月10日），原名王天桢，四川宣汉县清溪场人，中华人民共和国政治人物。
青年时代参加辛亥革命和四川的护国战争、护法战争。长期在川东组织武装斗争，后担任红三十三军军长，参加川陕苏区反围攻和长征，到达陕北后任中共中央军委四局局长。抗日战争时期，任八路军129师385旅副旅长、旅长兼政委。第二次国共内战时期，任中共四川省委副书记，陕甘宁晋绥联防军副司令员，西北军区副司令员。中华人民共和国成立后，任西南军政委员会副主席，西南民族学院校长、中共中央监察委员会常委等职。

## 生平

### 早年经历
王维舟早年背井离乡到成都打工，后考入成都工兵学校半工半读。1911年，王维舟参加四川保路运动，成立“东乡保路同志军”。1911年11月30日，王维舟担任东乡武装起义总指挥，攻下东乡县城，宣布东乡独立。1911年12月2日，王维舟担任东乡军政府警备队长。1913年4月，王维舟考入成都警备军官学校学习，毕业后任绥定警备司令。1915年，袁世凯建立中华帝国后，王维舟在绥定组织护国讨袁军，任第一纵队司令。1917年，孙中山在广州兴起护法运动，王维舟立即将护国军改为靖国军并任营长，后任团长和奉节县边防司令。
1920年5月，王维舟到上海，在朝鲜共产党党员金笠的介绍下，参加朝鲜共产党，并参加了朝鲜共产党上海支部的工作。1920年夏，王维舟奉命赴苏俄学习。1922年春，王维舟回到北京，同吴玉章等一起组织“赤心社”，宣传马克思主义。同年秋，他又来到上海，独立在上海开展革命宣传和进行为苏俄募捐救济活动。1923年春，王维舟回到家乡，任宏文小学校长，建立了川东第一个共产主义小组，积极宣传了马克思主义并开展革命活动。1926年，王维舟到武汉农民运动讲习所学习，1927年加入中国共产党。

### 第一次国共内战时期
四一二事变后，王维舟奉命回到川东，建立了川东游击军。1929年4月，王维舟等领导了固军坝起义。随后，游击军先后战斗数年，粉碎川军多次围剿。但因川军具备优势，游击队在1930年失败。1931年5月，王维舟参加中共四川省委在成都召开的会议。省委决定重组川东游击军，由王维舟任川东军委书记兼总指挥。会后，王维舟返回川东，重组武装，编成三个支队，王维舟兼第三支队长。1933年夏，为策应红四方面军南下，王维舟对红军游击队进行了整编和扩大，达2000余人。10月，在宣达战役中，川东游击军配合红军前后夹击刘存厚。
1933年11月，川东游击军改编为红三十三军，王维舟任军长。随后，王维舟参加反六路围攻作战。之后，受肃反影响，王维舟被调至方面军总指挥部工作。1935年，王维舟参加长征。长征途中，王维舟担任四川抗日义勇军总指挥。到达陕北后，任中共中央军委四局局长。

### 抗日战争与第二次国共内战时期
中日战争期间，王维舟担任八路军129师385旅副旅长兼西地区留守处副主任，被国民政府授予国民革命军陆军少将衔。1938年12月，他担任旅长兼政委、兼陇东军分区司令员和政治委员，率部负责保卫陕甘宁边区西大门。1943年1月，王维舟出席了西北局高级干部会议，毛泽东亲笔书赠王维舟“忠心耿耿，为党为国”的奖状。1945年6月，王维舟在中共七大上当选为中央候补委员。
1946年，王维舟到重庆，任中共四川省委副书记。第二次国共内战爆发后，任陕甘宁晋绥联防军副司令员。其后，他协助贺龙组织军区工作，开展新式整军运动等军队政治工作，并组织后方支前。1948年2月，王维舟担任陕甘宁晋绥联防军区副司令员，1949年2月又担任西北军区副司令员。

### 中华人民共和国成立后
1949年12月，王维舟率部随贺龙进入四川、重庆。1950年，担任中共中央西南局常委、西南军政委员会副主席、西南民族事务委员会主任，并兼任西南民族学院院长。1956年，王维舟奉调进京，长期担任中共中央监察委员会常委。1956年，王维舟还在中共八大上当选中央委员。1956年，当选为第一届全国人民代表大会常委会委员，随后连任第二届、第三届人大常委。
文化大革命期间，王维舟遭受迫害。1970年1月10日在北京逝世。1979年12月29日，中共中央为王维舟补开了追悼会。